# ZW-systemet
ZW-systemet bestämmer kön hos vissa organismer, till vilka fåglar, fjärilar och vissa fiskar hör. Hos individer av arter från dessa grupper har hannarna två Z-kromosomer, medan honorna förutom en Z-kromosom också har en W-kromosom. Av de obefruktade äggcellerna innehåller alltså omkring hälften W-kromosomen, medan övriga således, i likhet med samtliga hannarnas sädesceller, innehåller Z-kromosomen.